# Aeroporto de São Paulo-Congonhas
O Aeroporto de São Paulo/Congonhas - Deputado Freitas Nobre, ou simplesmente Aeroporto de Congonhas, (IATA: CGH, ICAO: SBSP) é um aeroporto doméstico brasileiro localizado no município de São Paulo, sendo o segundo mais movimentado do país. O aeródromo fica na zona sul da cidade, no bairro de Vila Congonhas, no distrito de Campo Belo. A distância para o centro da capital é de 10,6 km e para o Aeroporto Internacional de São Paulo-Guarulhos de 35,6 km. É considerado o aeroporto executivo do Brasil em função do grande número de passageiros que viajam a negócios entre São Paulo e outros grandes centros, como Rio de Janeiro e Brasília.
Inaugurado em meados dos anos 1930 em área descampada, logo foi envolvido pela cidade, tornando-se um aeroporto central. Atende a Grande São Paulo com voos domésticos nacionais e regionais para mais de trinta destinos no Brasil. Segundo estatísticas da ANAC de 2014, Congonhas conta com cinco das vinte rotas mais movimentadas do Brasil, incluído a ponte aérea Rio-São Paulo, rota mais movimentada do país.
Já foi o mais movimentado do país, de 1990 até 2006, quando o acidente com o voo TAM 3054, em julho de 2007, fez com que muitos voos fossem transferidos para outros aeroportos. Hoje é o segundo em número de passageiros e de aeronaves e o primeiro da rede Infraero. Opera no limite da capacidade de suas pistas, com 536 voos comerciais por dia, o que equivale a um pouso ou uma decolagem a cada 2 minutos durante seu horário de funcionamento, das 06h às 23h.
O complexo aeroportuário de Congonhas abrange uma área de aproximadamente 1,6 milhão de metros quadrados, contando com duas pistas com capacidade para até 41 operações por hora, e um terminal de passageiros com capacidade para atender cerca de 6 500 passageiros por hora. A pista principal é equipada com os sistemas de pouso por instrumentos ALS e ILS, que permitem operações em condições adversas com segurança, além de reduzir fechamentos por conta de tempo ruim.
A característica mais marcante do terminal de passageiros do Aeroporto de Congonhas é o piso xadrez, formado por quadrados em placa de granito preto e mármore branco. Esse piso da década de 60 incorporou-se ao terminal e ficou na memória da população, tornando-se a identidade visual do aeroporto.
Em 19 de junho de 2017 foi sancionada pelo presidente Michel Temer a lei 13 450/17, que alterou o nome seu nome para Aeroporto de São Paulo/Congonhas-Deputado Freitas Nobre, em homenagem ao ex-deputado, advogado e professor da Universidade de São Paulo, José Freitas Nobre, que lutou pela anistia e foi crítico da ditadura militar.

## História

### Século XX

#### Projeto e construção

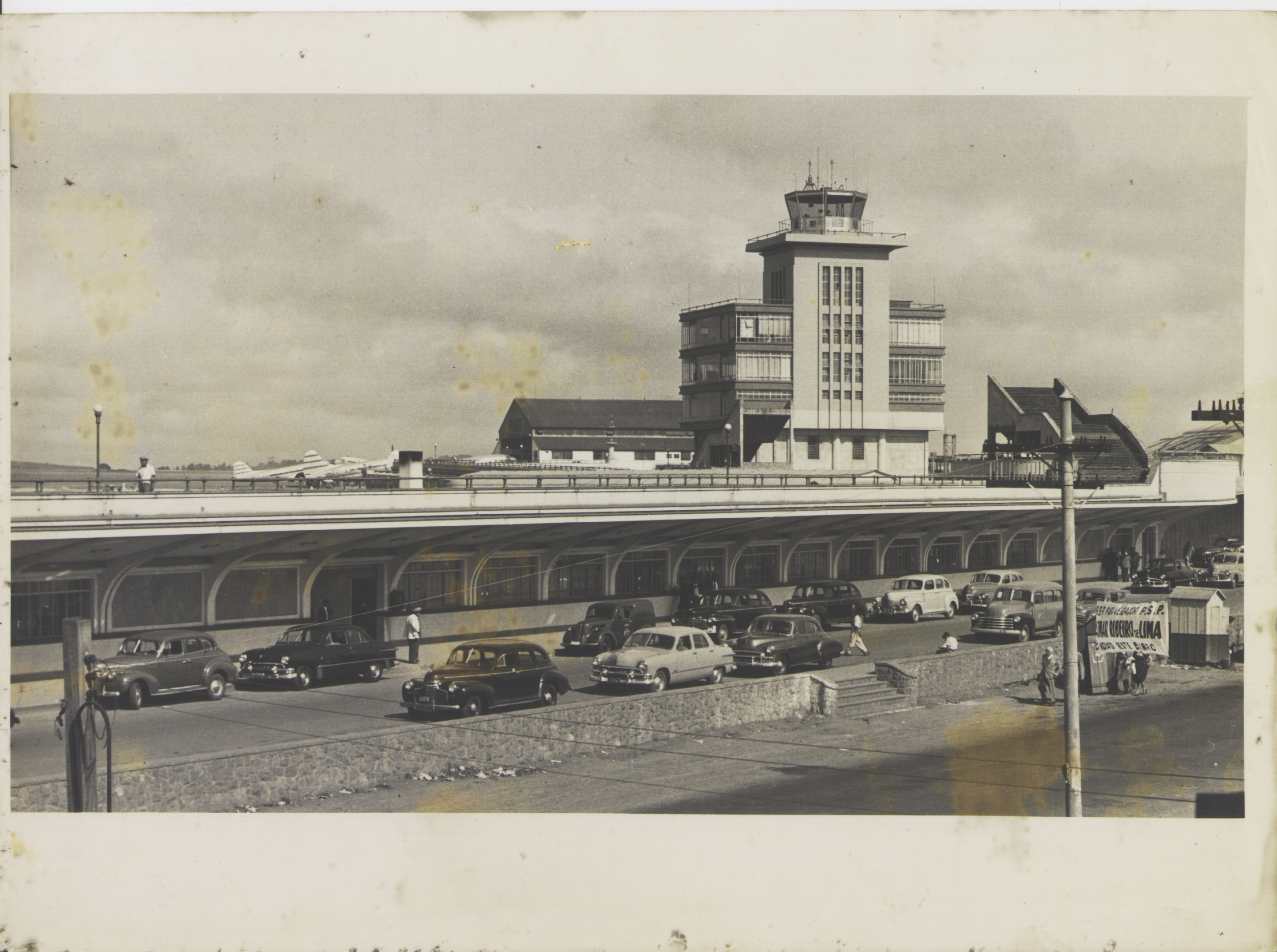
Arquitetura pré-modernista Art Déco do terminal de passageiros do aeroporto.

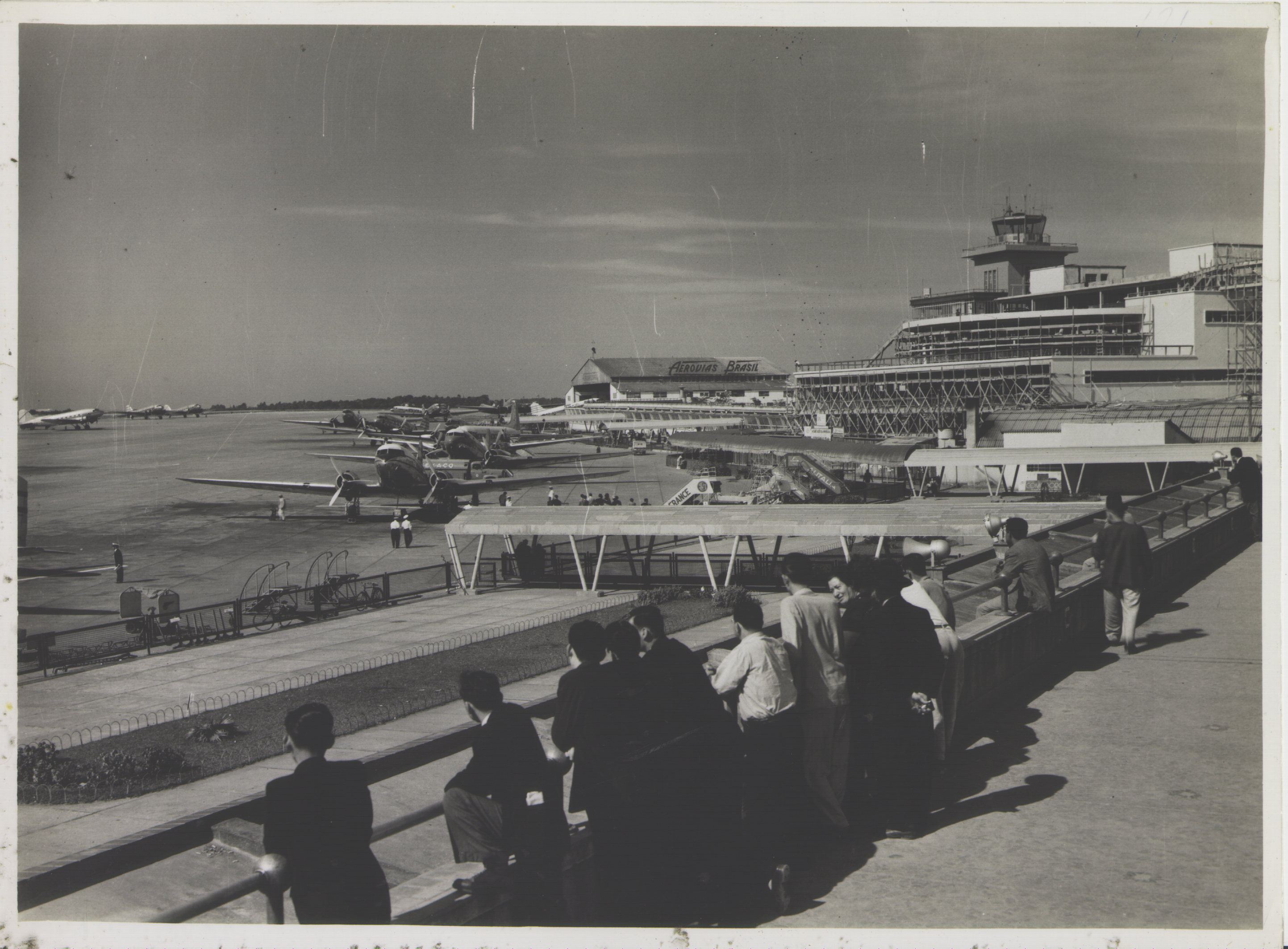
Vista parcial do Aeroporto de Congonhas em meados século XX.

Desde 1920, o aeroporto que atendia a cidade de São Paulo era o Campo de Marte, localizado às margens do Rio Tietê, onde as chuvas frequentemente causavam alagamentos.
Durante a Revolução Constitucionalista de 1932, as tropas rebeldes ocuparam o Campo de Marte, tornando-o um dos principais alvos das tropas do governo de Getúlio Vargas. Com a derrota paulista, o terreno de 2,1 quilômetros quadrados do aeroporto sofreu um bombardeio e passou às mãos da União, que instalou ali a base da Aeronáutica.
Em 1935, foram feitos estudos pelo governo do estado de São Paulo, com a intenção de prover a São Paulo um aeroporto que não estivesse sujeito às enchentes. No mesmo ano, o interventor federal em São Paulo, Armando de Sales Oliveira, resolveu reanexar o então município de Santo Amaro à capital paulista.
A região de Congonhas, que fazia parte de Santo Amaro e foi incorporada ao município de São Paulo, foi então escolhida por suas condições naturais de visibilidade e de drenagem, longe de áreas alagadiças. Na região, entre 1928 e 1932, a Cia. Auto-Estradas Incorporadora e Construtora S.A construiu a estrada de ligação entre São Paulo e o município de Santo Amaro (atual avenida Washington Luís). Essa companhia era proprietária de um grande terreno entre Santo Amaro e o Ibirapuera e vinha vendendo lotes na área desde 1930.
Na década de 1930, quando a cidade de São Paulo tinha 1 milhão de habitantes, a região escolhida para o novo aeroporto foi criticada pelo fato de ser descampada e distante. O nome Congonhas é uma homenagem ao Visconde de Congonhas do Campo, Lucas Antônio Monteiro de Barros (1767-1851), primeiro presidente da Província de São Paulo após a Independência do Brasil (1822). Congonhas também é o nome de um tipo de erva-mate muito comum em Minas Gerais, na região onde se situa Congonhas do Campo, cidade natal de Monteiro de Barros.
Em 1936, a Auto-Estradas comprou um grande terreno de um bisneto do Visconde de Congonhas, que era proprietário das terras onde seria construído o aeroporto. Essa construtora planejava urbanizar a região, chamando-a de Vila Congonhas. Com isso, a Auto-Estradas torna-se a maior interessada na instalação do aeroporto na região e, como forma de pressionar o governo do estado de São Paulo pela escolha do terreno, a companhia construiu por conta própria uma pista de terra para pousos e decolagens à margem da estrada para Santo Amaro.
Em 12 de abril de 1936, pela primeira vez, o Campo de Aviação da Companhia Auto-Estradas foi utilizado publicamente em caráter experimental. Pilotos consagrados foram convidados para exibir-se e testar as condições de Congonhas para sediar o aeroporto. Em julho de 1936, com a construção de uma segunda pista de terra, companhias de aviação comercial passaram a utilizar o campo a pista de terra, que foi brevemente conhecido como Campo da VASP. Ainda no mesmo ano, no dia 15 de setembro, o governo de São Paulo finalmente adquiriu o terreno depois de chegar a um acordo com a Auto-Estradas quanto ao preço e o aeroporto passa então a ser denominado oficialmente como Aeroporto de São Paulo, sob a administração da Diretoria da viação da Secretaria da Viação e Obras Públicas do Estado de São Paulo.

#### Anos 1940, 1950 e 1960

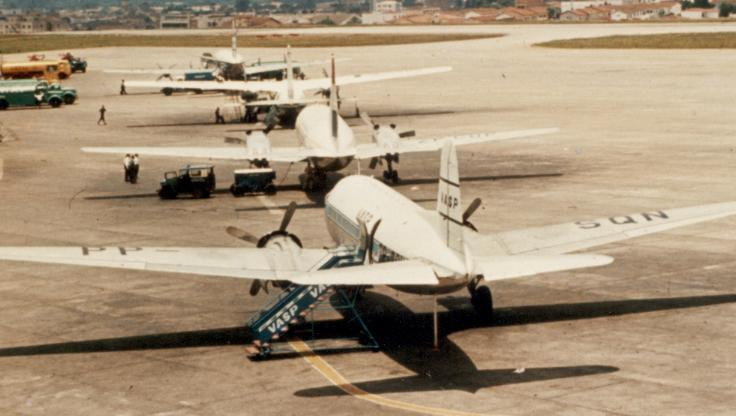
SAAB Scandia da VASP no Aeroporto de Congonhas, em 1965.

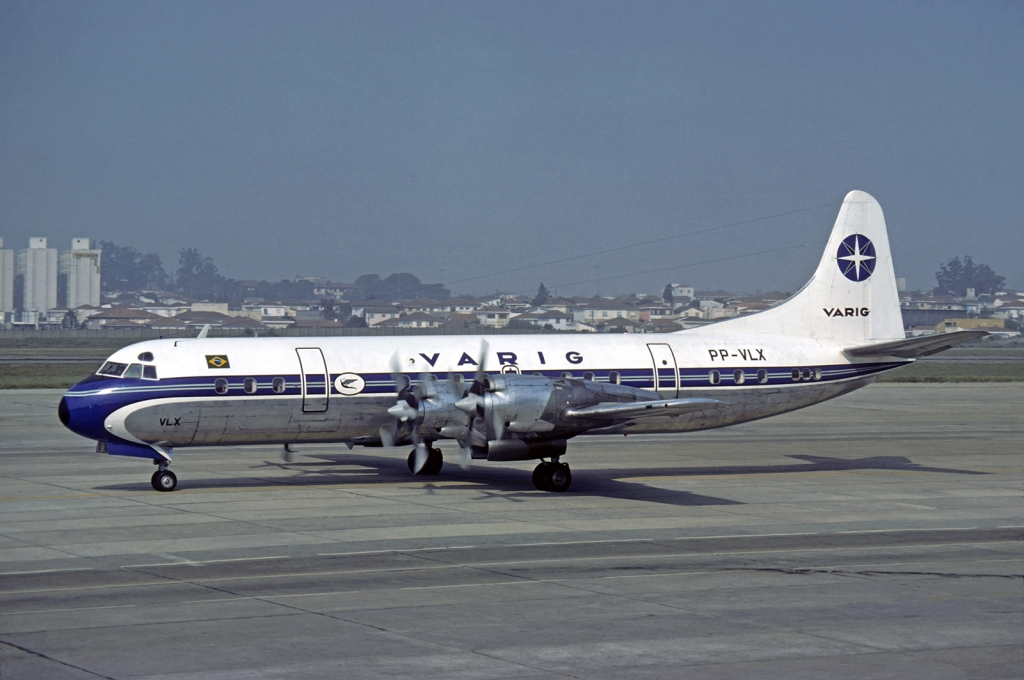
Lockheed Electra da Varig em Congonhas, utilizado na ponte-aérea de 1962 a 1992.

Em 1940, a Secretaria de Estado dos Negócios e da Viação estabelece que o aeroporto seria administrado por um representante do governo do estado de São Paulo. Assim, o estado investiu sistematicamente em Congonhas, em especial no primeiro período e ao lado da pista, foi construída uma pequena estação de passageiros em linhas art déco que funcionou até 1948. Em 1942, tem início estudos de melhorias do Aeroporto de São Paulo feitos a pedido da Diretoria da Viação. Em 1947, começam as obras da primeira grande reforma do aeroporto de São Paulo. Em 1949, as obras de prolongamento da pista principal para 1 865 metros foram concluídas.
Em 1951, as obras da torre de controle são terminadas. Em 1954, é inaugurado o pavilhão das autoridades e em 1955, o novo terminal de passageiros começou a funcionar. Em 1957, o Aeroporto de Congonhas passa a ser o terceiro do mundo em movimento de carga aérea, depois de Londres e Paris. Em 1959, a ala internacional é inaugurada e a ponte aérea Rio-São Paulo começa a funcionar, um acordo firmado entre as companhias Varig, Vasp e Cruzeiro do Sul que operavam os Convair 240, Scandia e Convair 340, respectivamente, na ligação aérea entre as cidades.
Em 1962, tem a implantação do primeiro serviço de RADAR. Em 3 de maio de 1963, um Convair 340 da Cruzeiro do Sul decolou de Congonhas à noite com destino ao Aeroporto Santos Dumont, no Rio de Janeiro, quando foi detectado um incêndio em um dos motores do avião. Ao tentar retornar para o aeroporto, a aeronave perdeu sustentação, vindo a cair sobre uma casa na avenida Piassanguaba, bairro Planalto Paulista, se incendiando em seguida. Mais de 30 pessoas morreram neste acidente, que também deixou outras pessoas com ferimentos. Em 1968, é criada a Comissão Coordenadora do Projeto Aeroporto Internacional (CCPAI) pelo Ministério da Aeronáutica brasileiro com finalidade de construir simultaneamente dois aeroportos de primeira classe internacional, um no Rio de Janeiro e outro em São Paulo, sendo que o eixo Rio-São Paulo concentrava 90% do tráfego internacional do Brasil. A importância desses novos aeroportos é oferecer uma nova infraestrutura aeroportuária de que demandavam os grandes aviões intercontinentais que vinham sendo lançados. Em 1968, tem início a expansão comercial e residencial na região próxima ao aeroporto, com surgimento de bairros populosos em seu entorno.

#### Anos 1970, 1980 e 1990

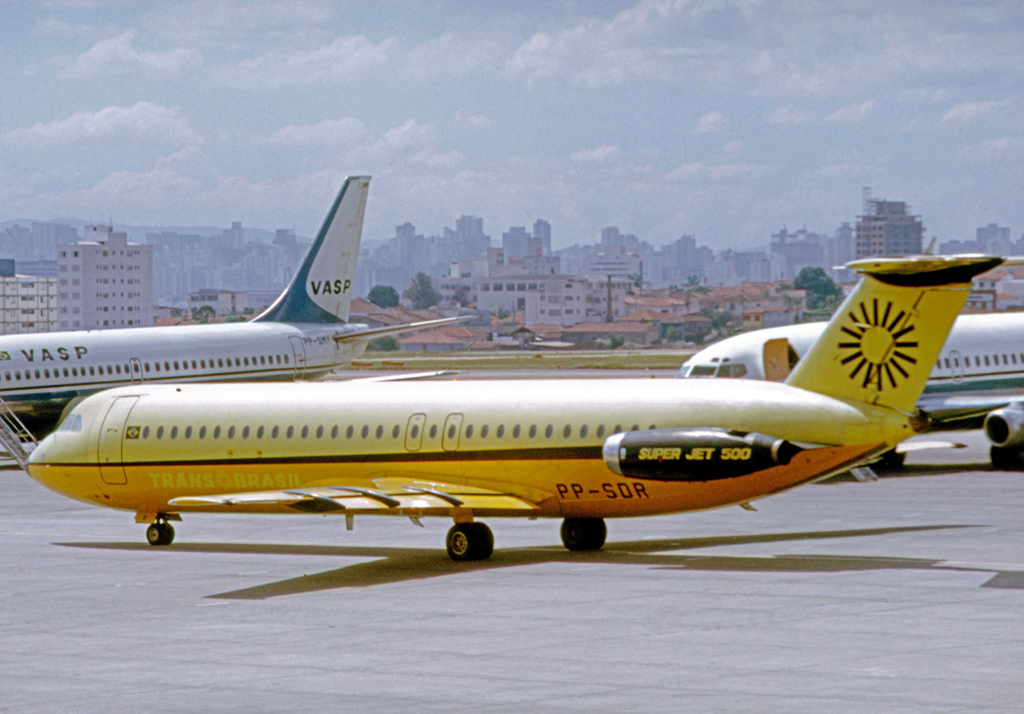
BAC 1-11 Série 520 PP-SDR da TransBrasil no aeroporto em 1975.

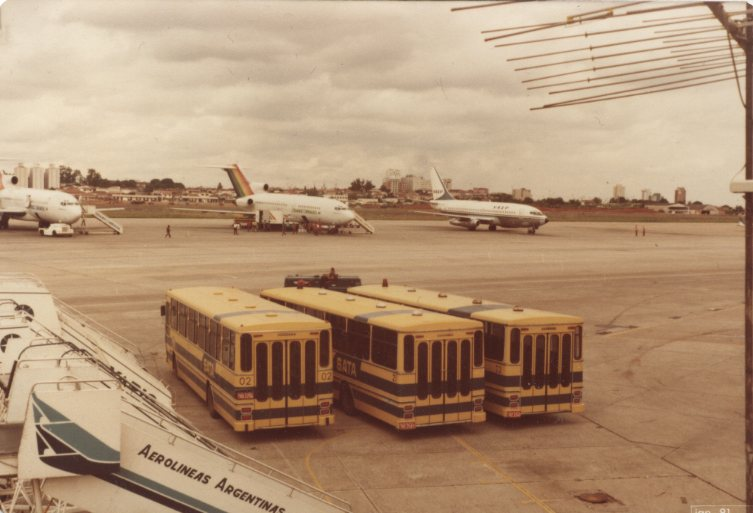
O aeroporto em 1981.

Em 1975, investimentos necessários para a modernização do Aeroporto de Congonhas começaram a ser feitos, começando pela reforma do terminal de passageiros. Em 1976, por determinação do DAC, o aeroporto passa a funcionar somente das 06h às 23h, atendendo reivindicação dos moradores da vizinhança, que há anos reclamavam do barulho. Em 1977, 4,5 milhões de passageiros passam pelo Aeroporto de Congonhas e é inaugurado, em junho, o sistema de pouso por instrumento ILS (Instrument Landing System). Em 1978, o terminal de cargas (TECA) de Congonhas passou a ser administrado pela INFRAERO (Empresa Brasileira de Infraestrutura Aeroportuária, criada em 1973) e vinculada ao Ministério da Aeronáutica. Em 1979, a reforma do terminal de passageiros é concluída.
Em 1981, a administração do Aeroporto de Congonhas passou para a INFRAERO, que começou a fazer uma série de reformas visando elevar a eficiência operacional do aeroporto. A reforma incluiu a instalação do sistema de esteiras rolantes nas alas de desembarque, ampliação da pista principal para 1 934 metros de extensão, ampliação da cabeceira 16 da pista (hoje 17) a fim de agilizar as manobras das aeronaves maiores (como o Boeing 727), construção de armazéns no TECA, adaptação e construção de sala para a Ponte Aérea, marquises para pontos de táxis, entre outras melhorias. Em 1985, ocorre a transferência dos voos internacionais e domésticos para o Aeroporto Internacional de São Paulo, em Guarulhos, ficando apenas voos regionais e os voos da ponte aérea Rio-São Paulo em Congonhas. A partir de então, o aeroporto passou por anos de ociosidade em seu terminal de passageiros.
Em 1990, o Aeroporto de Congonhas volta a receber voos domésticos e passa a ser o aeroporto mais movimentado do país. Em 1991, por determinação do Departamento de Aviação Civil (DAC) os aviões turboélices Lockheed Electra II foram substituídos por aviões turbojatos mais modernos na ponte aérea Rio-São Paulo. Em 1992, é publicada a portaria do Ministério da Aeronáutica, que autorizou a reativação dos voos internacionais no Aeroporto de Congonhas (suspensos desde 1985) com aeronaves com porte do Boeing 737, com capacidade de 130 passageiros. No mesmo ano, é inaugurada a nova sala de embarque para a ponte aérea Rio-São Paulo e anúncio de obras de reestruturação para atender o aumento dos voos regionais e a intensificação de movimento nas pontes para Brasília, Belo Horizonte e Curitiba, que incluíram a transferência dos balcões de deck in para a ala norte, com um design em combinação com o piso em forma de tabuleiro de xadrez. Em outubro de 1995 foi feita a implantação do sistema X-4 000, um novo equipamento desenvolvido do Brasil, que permitia uma melhor visibilidade das aeronaves no espaço da cidade e um controle mais rigoroso de cada área. Ainda em 1995, o aeroporto de Congonhas bateu seu recorde de pousos e decolagens (154 697) e superou Guarulhos no tráfego aéreo, sendo o aeroporto mais rentável para a Infraero na época. Em 31 de outubro de 1996, o Fokker 100 da TAM, matrícula PT-MRK, decolou do Aeroporto de Congonhas com destino ao Aeroporto Santos Dumont, no Rio de Janeiro. Problemas técnicos fizeram com que o avião perdesse sustentação, levando a queda da aeronave que atingiu 8 casas no bairro Jabaquara, matando 3 pessoas em solo. Todos os 96 ocupantes do avião, passageiros e tripulantes, morreram no acidente. Com a saturação da capacidade operacional do aeroporto, foi adotado o sistema de "slots" em Congonhas.

### Século XXI

#### Anos 2000
|                                      |  |                                                          |
| Nova Torre de controle de Congonhas. |  | Antenas de Localizador de ILS do Aeroporto de Congonhas. |

Em 2002, a Infraero anunciou a uma série de obras em Congonhas para adequar o aeroporto ao tráfego de 12 milhões de passageiros por ano. As obras tiveram início em maio de 2003 e foram divididas em duas etapas. A primeira fase contou com a reformulação da área de embarque e desembarque, com a construção de um conector com oito pontes de embarque, que ficou pronta em 15 de agosto de 2004; além do edifício garagem com o total de 3 400 vagas, obra concluída em dezembro de 2005. A segunda fase teve as obras iniciadas em outubro de 2004 e contou com a ampliação do conector com o acréscimo de mais quatro pontes de embarque, totalizando as 12 pontes atuais; a reforma do terminal de passageiros; a readequação do sistema viário de embarque e desembarque de passageiros; a readequação dos pátios de estacionamento de aeronaves e o recapeamento da pista de pouso auxiliar. Em 22 de março de 2006, um Boeing 737 da companhia BRA derrapou na pista 35L, e por pouco, não caiu na Avenida Washington Luís. A empresa culpou o aeroporto pelo acúmulo de borracha de pneu na pista.

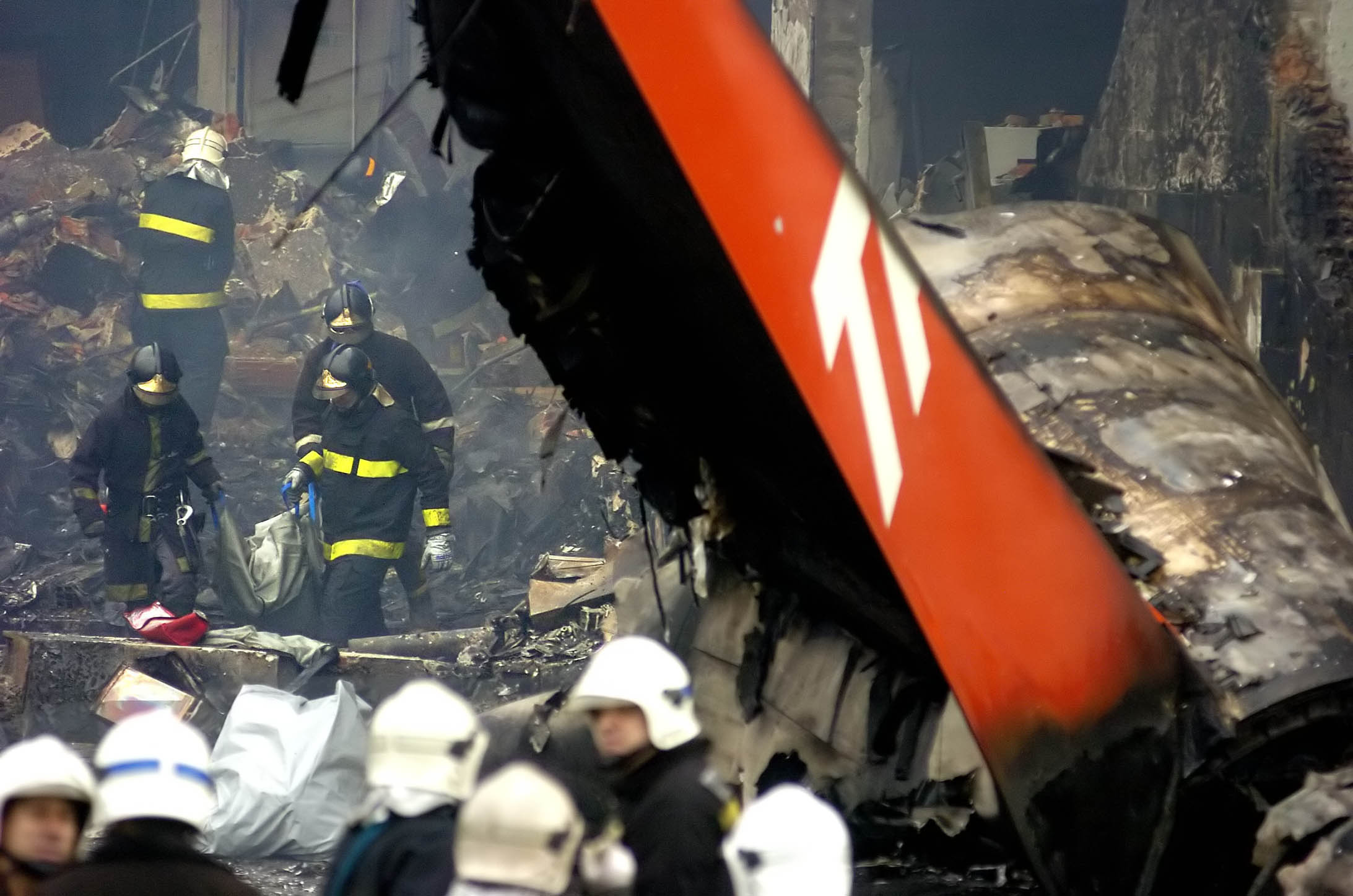
Estabilizador vertical da aeronave do Voo TAM 3054 e bombeiros entre os destroços, em 17 de julho de 2007.

No dia 17 de julho de 2007, ocorreu o maior acidente da história de Congonhas e da aviação brasileira. Um Airbus A320 da TAM, vindo do Aeroporto Internacional de Porto Alegre, teve problemas de frenagem ao pousar na pista principal do aeroporto de Congonhas, fazendo com que o avião não conseguisse parar. No final da pista a aeronave fez uma curva, passando por cima da Avenida Washington Luís e colidindo com um prédio da própria TAM, do outro lado da avenida. Todos os 187 ocupantes do avião morreram, juntamente com outras 12 vítimas em solo. Outras 13 pessoas em solo ficaram feridas. Na época, o Aeroporto de Congonhas era o mais movimentado do país, recebendo no ano de 2006 18,9 milhões de passageiros, 50% acima de sua capacidade operacional. O acidente fez com que o governo brasileiro limitasse o percurso dos voos que têm o aeroporto com destino ou origem a 1 000 km e proibisse que o aeroporto fosse usado para escalas e conexões, essa proibição vigorando até 6 de março de 2008. As autoridades determinaram a redução do número de pousos e decolagens em Congonhas, levando as companhias a transferir parte de seus voos para outros aeroportos.
Em 2008, por determinação da Agência Nacional de Aviação Civil (ANAC), o aeroporto deixa de operar voos internacionais da aviação executiva e passou a se chamar oficialmente Aeroporto de São Paulo/Congonhas. No mesmo ano, um bimotor com um passageiro, piloto e copiloto tentou arremeter o pouso, mas derrapou na pista quase caindo na avenida Washington Luís. O nariz do avião bateu no muro que separa o aeroporto da avenida, ninguém se feriu, mas o aeroporto permaneceu algumas horas fechado para pousos e decolagens.

#### Anos 2010

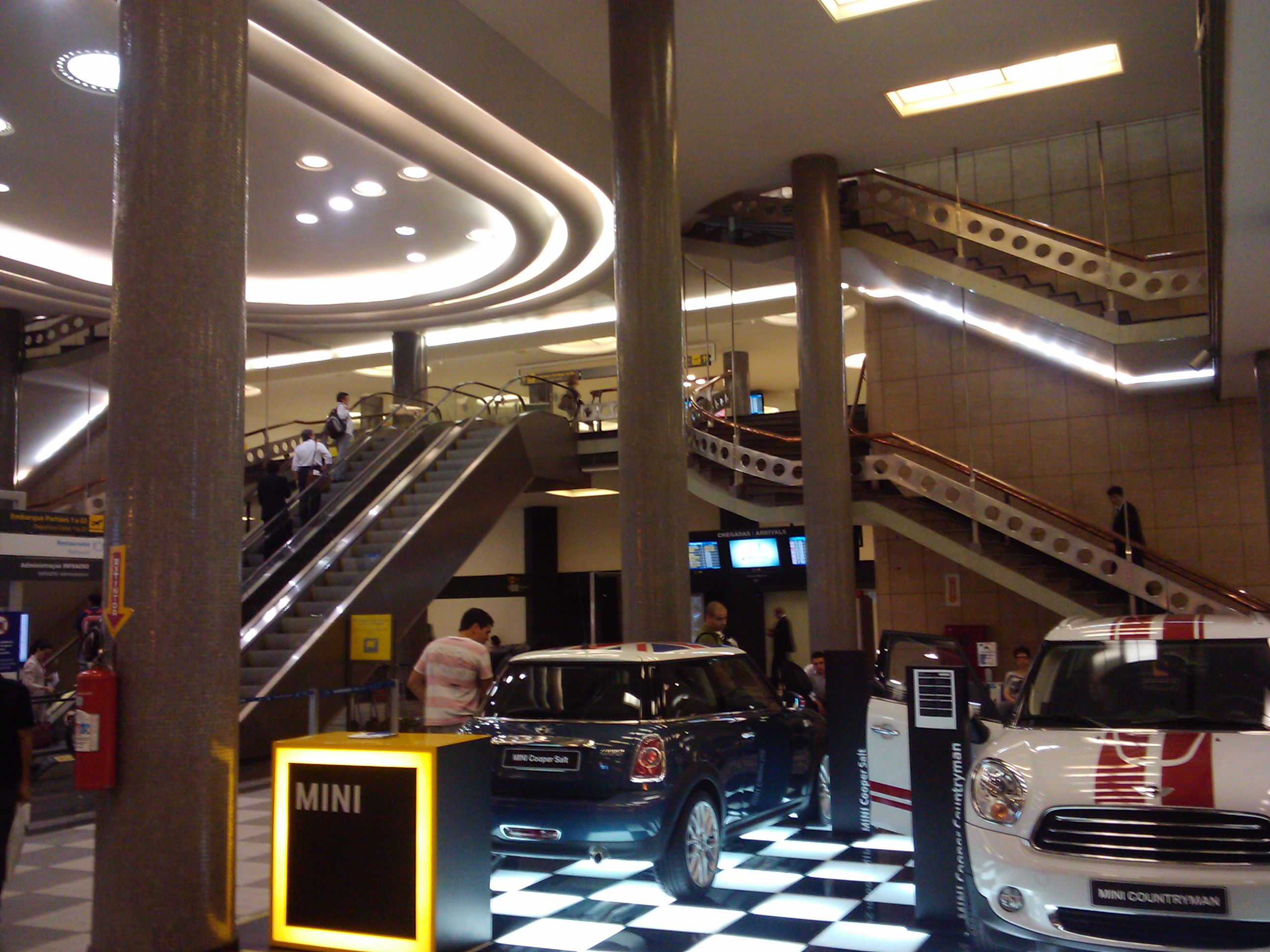
Hall principal do aeroporto em 2011.

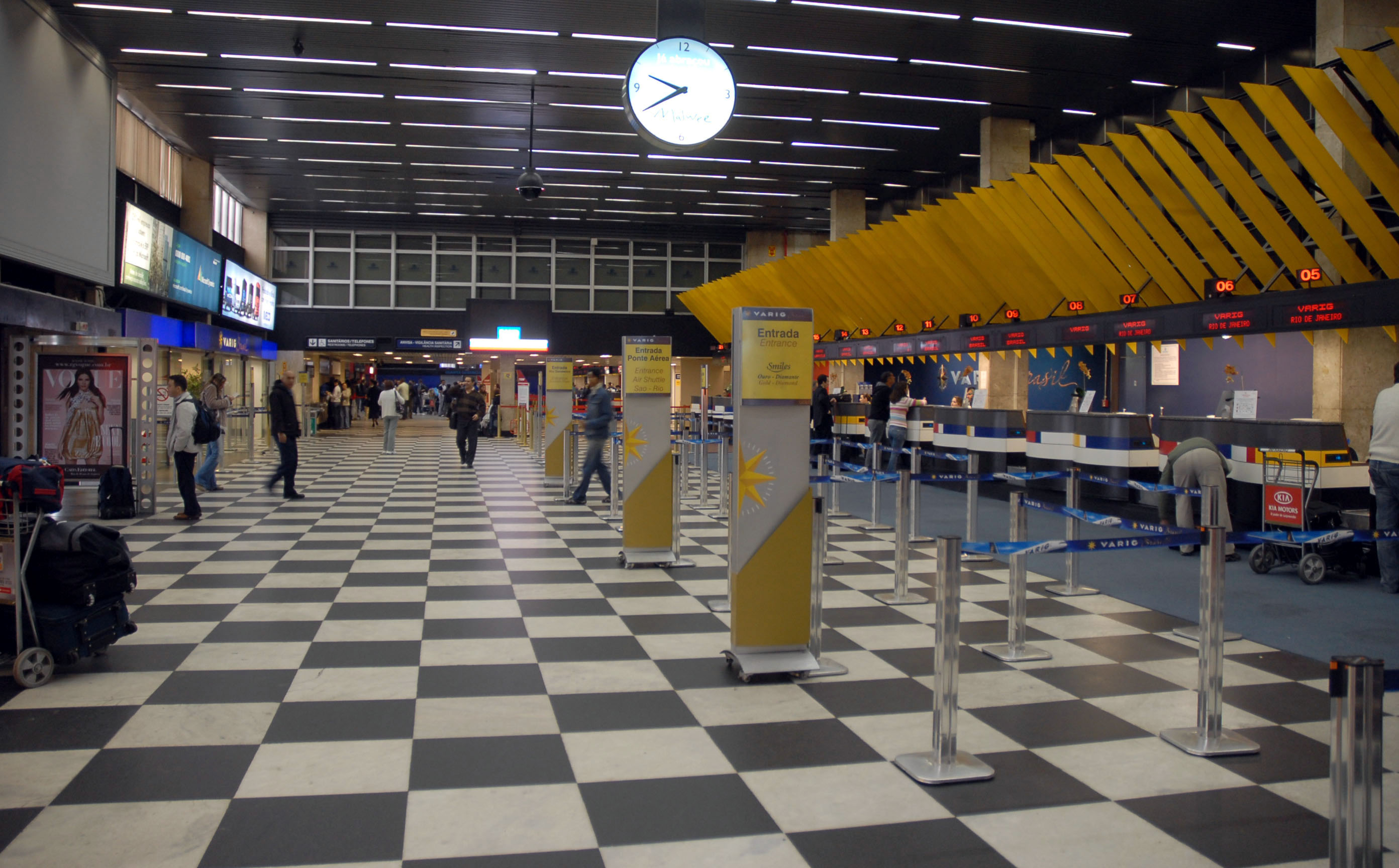
Setor de check-in do aeroporto.

Em 11 de novembro de 2012, um jato executivo Cessna 525B de prefixo PR-MRG, que vinha de Florianópolis (SC) e pousou na pista auxiliar, ainda que adequada, não conseguiu parar, ultrapassou a pista e caiu em um terreno entre o aeroporto e a Avenida dos Bandeirantes. Os passageiros sofreram ferimentos leves e foram atendidos pelo Corpo de Bombeiros. O acidente trouxe de volta a dúvida sobre a segurança do Aeroporto de Congonhas, sobre a qualidade técnica dos pilotos que usam aquele aeroporto e sobre as instituições regulatórias como a ANAC e o DECEA. Em 2013, o Aeroporto de Congonhas ganhou dois prêmios "Boa Viagem", oferecidos pela SAC (Secretaria de Aviação Civil) e pela Embratur, nas categorias Melhor Check-in e Melhor Inspeção de Segurança durante os jogos da Copa das Confederações. Em 2014, o Aeroporto de Congonhas voltou a ultrapassar a marca de 18 milhões de passageiros (marca alcançada em 2006, e reduzida após o acidente da TAM em 2007), porém com um número menor de pousos e decolagens.
Em 2015, a Agência Nacional de Aviação Civil (ANAC) derrubou em dezembro uma restrição — em vigor desde 2007 — que limitava a uma distância de 1 500 km em linha reta os voos a partir do aeroporto, o terceiro maior do país em número de passageiros. Segundo a ANAC, não havia razão técnica ou econômica que justificasse manter a restrição. A intenção foi permitir ampliar a oferta. A modificação era um pedido constante das empresas. A regra havia sido criada pela ANAC após o acidente com o Airbus da TAM em 2007, para reduzir o uso do aeroporto. Outras duas medidas foram adotadas, ambas em vigor: uma delas reduziu os pousos e decolagens — Congonhas chegou a ter 50 movimentos/hora; hoje são 34. A outra foi não usar a pista auxiliar para voos comerciais.

#### Anos 2020
Até então, o aeroporto era de administração pública, controlado pela estatal Infraero. Em 2023, como parte do plano de extinção da Infraero, o aeroporto mantido por anos em mãos da administração pública, foi entregue à iniciativa privada, para a espanhola Aena Internacional, a mesma empresa que comprou vários aeroportos no Nordeste do país, como o caso do Aeroporto Internacional de Recife, do Aeroporto Internacional de Aracaju, e do Aeroporto Internacional de João Pessoa.

## Infraestrutura
| Sítio Aeroportuário - Área total: 1 647 000 m² Pistas de pousos e decolagens Pista Principal (17R/35L): - 1 940 x 45 metros Pista Auxiliar (17L/35R): - 1 435 x 45 metros Instrumentos de pouso e rádionavegação: - Flash ALS pela cabeceira 17R - ILS/DME pela cabeceira 17R - ILS pela cabeceira 35L - VOR/DME Capacidade: - 40/41 movimentos/hora | Terminal de Passageiros - Área: 64 579 m² - 78 posições de check-in – ala norte - 57 totens de autoatendimento Capacidade: - 3 156 embarques/hora - 3 375 desembarques/hora - 17,1 milhões de passageiros/ano 2 Salas de Embarque: - 1.º andar: 12 portões de 1 a 12 (alocação com finger) - Térreo: 10 portões de 13 a 22 (alocação remota) - Total de Portões: 22 Uma sala de desembarque: - 5 esteiras de restituição de bagagens – ala sul Estacionamento de veículos: - 3 414 vagas | Pátio de aeronaves - Área: 77 321 m² Estacionamento de aeronaves para aviação comercial: - 12 posições de alocação com finger (Pontes de embarque) - 17 posições de alocação remota - Total: 29 posições Estacionamento de aeronaves para aviação geral: - 22 posições para asa fixa - 2 posições para asa rotativa - Total: 24 posições Estacionamento de aeronaves para autoridades: - 1 posição para asa fixa - 1 posição para asa rotativa |

### Coordenação de Slot
Dada a saturação do aeroporto de Congonhas, principalmente de suas pistas, desde 1996 o aeródromo funciona sob o sistema de Slots. O slot de aeroporto é um intervalo de tempo estabelecido, durante o qual a operação de pouso ou decolagem deve ser realizado. Esse intervalo é quantificado de forma diferente em cada aeroporto. O Controle desse sistema é feito pela ANAC por meio da Coordenadoria de Slots vinculada à Superintendência de Regulação Econômica e Acompanhamento de Mercado (SER).
Atualmente a distribuição de slots no aeroporto de Congonhas é regulamentada pela Resolução nº 336/2014, da ANAC e as condições para a operação das companhias aéreas no aeroporto são definidas pela Portaria nº 327/2008 e pela Resolução nº 55/2008, da ANAC. A definição do número de slots no aeroporto é feita com base na declaração de capacidade do terminal de passageiros e do pátio de aeronaves, elaborada pela Infraero, e também pela declaração de capacidade da pista, elaborada pelo DECEA/CGNA. A ANAC faz avaliações da pontualidade (referente a atrasos) e a regularidade (referente a cancelamentos) de todos os slots utilizados, conforme os padrões estabelecidos pelas normas. O descumprimento sistemático desses índices pode gerar aplicação de multas às companhias aéreas em função de atrasos e cancelamento de voos podendo até haver a redistribuição dos slots mal utilizados, com objetivo de obter o uso mais eficiente desses horários de partidas e chegadas.

#### Parametrização
|                                                                |  |  |
| Congestionamento de aviões no pátio do Aeroporto de Congonhas. |  |  |

Os slots distribuídos em Congonhas só podem ser operados por aeronaves com, no mínimo, 90 assentos. São elegíveis para constituição de série de slots apenas os serviços de transporte aéreo público regular de passageiros, sendo que série de slots é o conjunto de slots alocados para a mesma empresa de transporte aéreo em semanas consecutivas, no mesmo dia da semana, na mesma hora ou com variação de até 15 minutos entre os horários alocados. Na utilização das séries de slots deve ser observado mínimo de 90% de regularidade e 80% de pontualidade.
O aeroporto fica fechado para aeronaves civis após 23h00 e antes das 06h00, horário local, resguardadas situações de urgência e emergência. A operação de aeronaves de asas fixas só é permitida com dois pilotos. É proibida a realização de voos de treinamento no aeroporto.

#### Critérios
O Aeroporto de Congonhas é o aeroporto mais concorrido e saturado do país. Operar no aeroporto central da maior cidade do Brasil é o desejo de todas as companhias aéreas brasileiras. A disputa acirrada das companhias por slots no aeroporto se explica pela grande demanda pelo transporte aéreo regular para os principais destinos da malha aérea brasileira, o que faz das operações mais rentáveis para as companhias, uma vez que as tarifas tendem a ser mais altas exatamente pela procura. Quando há novos slots a serem distribuídos em Congonhas, as companhias são submetidas a critérios definidos na Resolução nº 336/2014 da ANAC para então conseguirem novos horários para pousos e decolagens no aeroporto. Esses critérios são:
Atual divisão dos slots de congonhas.
- I - Percentual de participação de cada empresa de transporte aéreo regular de passageiros no mercado nacional, medida com base no critério de passageiro pago transportado por quilômetro (RPK), durante a temporada equivalente anterior;[40]
- II - Percentual de participação de cada empresa de transporte aéreo regular de passageiros no mercado de aviação regional do país, medida com base no critério de passageiro pago transportado por quilômetro, durante a temporada equivalente anterior;[40]
- III - Eficiência Operacional Nacional durante a temporada equivalente anterior. Eficiência operacional nacional é a média entre a porcentagem de pontualidade e de regularidade dos voos regulares de uma empresa em uma determinada temporada.[40]

#### Redistribuição de Slots em 2014
Em 2014, o governo federal, por meio do Conselho de Aviação Civil (Conac), determinou que a ANAC redistribuísse os slots de Congonhas priorizando as empresas entrantes, sendo estas as que possuíam menos de 12% dos slots no aeroporto. Com isso, no dia 8 de outubro de 2014, a ANAC anunciou então uma nova distribuição de slots de acordo com as diretrizes da Resolução n°3/2014, do CONAC, e com as regras da Resolução nº 336/2014, da ANAC. Nesse processo, o número de slots/hora no aeroporto passou de 30 para 32 ou 33, o que equivale a um acréscimo de 43 slots/dia em Congonhas. Esses novos slots foram provenientes do rearranjo da capacidade de pista para a aviação comercial somados a dois slots remanescentes do banco de slots (retirados de empresas que deixaram de operar no aeroporto).
Os 43 novos slots foram então distribuídos entre as companhias entrantes, beneficiando assim as empresas Azul, com 26 slots e Avianca com 16 slots, sendo que a primeira não tinha nenhum slot e a segunda já possuía 24. Com isso, Congonhas passou a ter 536 slots nos dias úteis, sendo 236 da LATAM, 234 da Gol, 40 da Avianca e 26 da Azul. Para essa nova alocação de slots às empresas entrantes, a ANAC usou os critérios de regularidade e pontualidade destas companhias, além da participação de cada uma nos mercados nacional e regional com base no critério de “passageiro pago transportado por quilômetro”.

## Acesso

### Carro

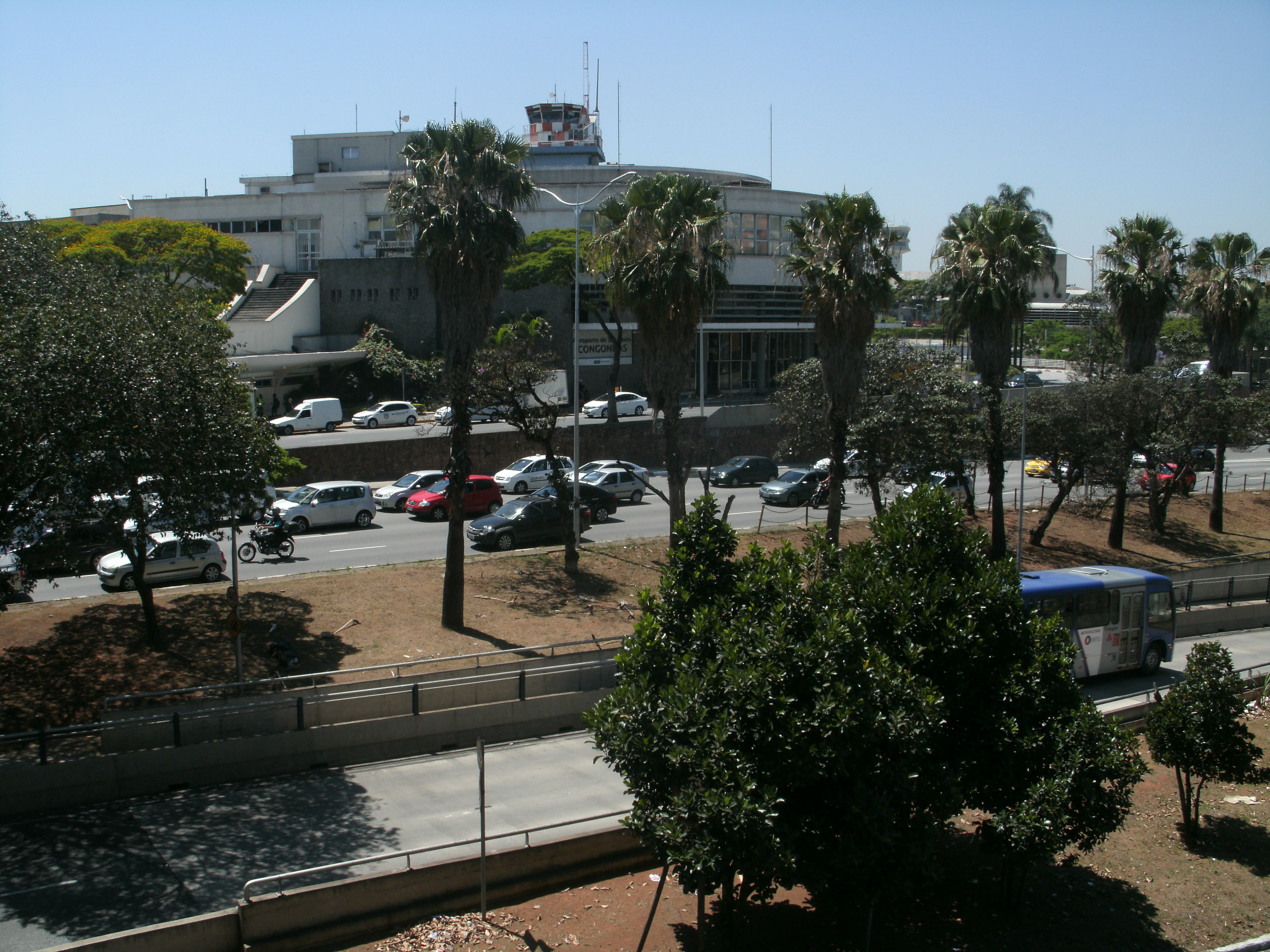
Avenida Washington Luís (Corredor Norte-Sul).

Através da Avenida Jornalista Roberto Marinho, da Avenida dos Bandeirantes ou do Corredor Norte-Sul se acessa a Avenida Washington Luís. Os moradores da Região Metropolitana de São Paulo possuem acesso pela Marginal Pinheiros ou pela Marginal Tietê, pegando as rampas de acesso para a Bandeirantes, Roberto Marinho e o Corredor Norte-Sul. Já os moradores do ABC Paulista possuem acesso à Washington Luís através da Rodovia dos Imigrantes, da Rodovia Anchieta ou da Avenida do Estado, caindo assim na Bandeirantes.
O aeroporto possui três estacionamentos, administrados pela Estapar: o Edifício-Garagem, o Premium (dentro do Edifício-Garagem) e o Gate-One (numa área fora do aeroporto), tendo o terceiro um acesso ao aeroporto através de uma passarela sobre a Washington Luís. No total, o complexo aeroportuário oferece cerca de 3 350 vagas de estacionamento.

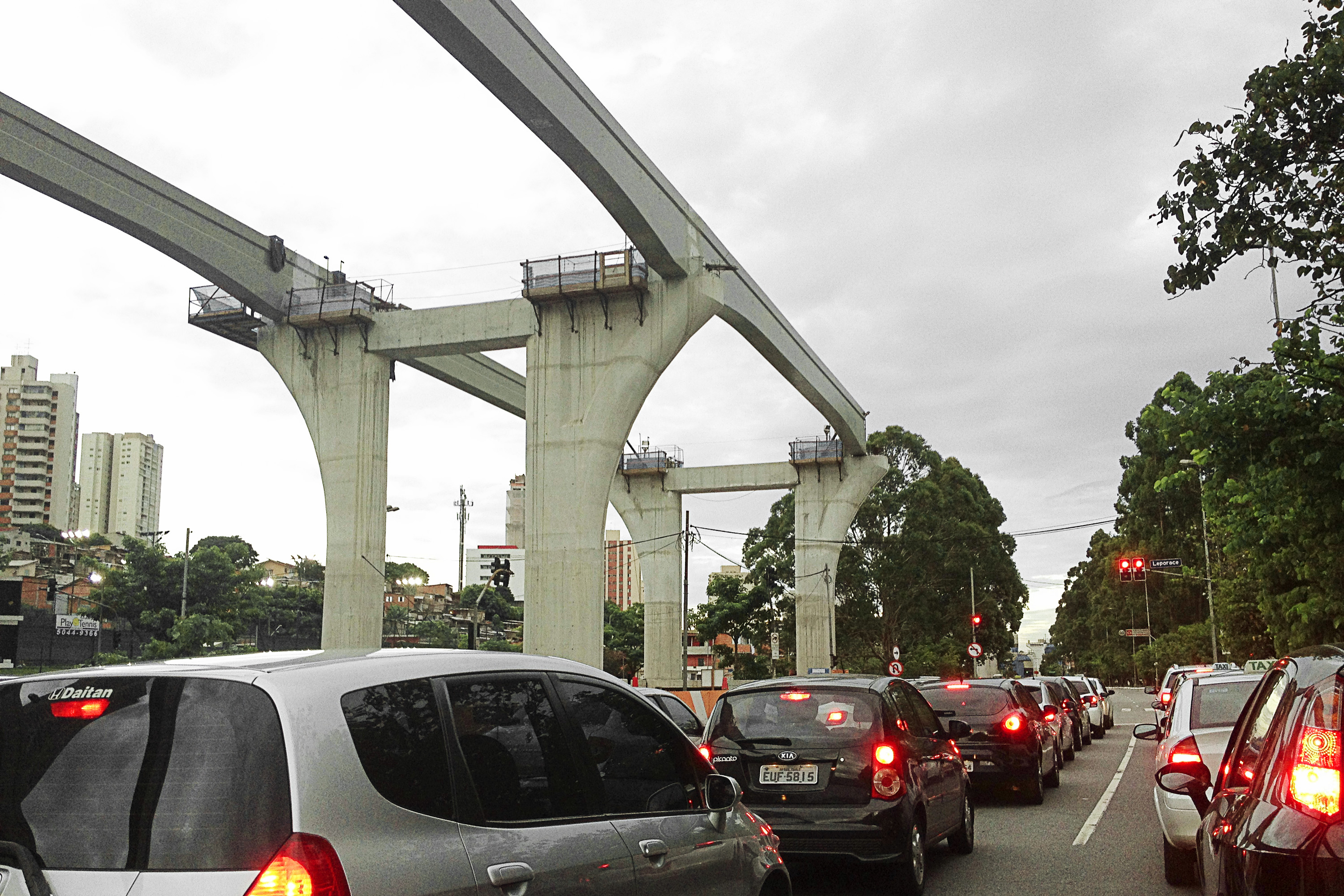
Linha 17-Ouro (Metrô de São Paulo).

### Metrô
A Linha 17-Ouro do Metrô de São Paulo servirá de acesso ao aeroporto através da Estação Aeroporto de Congonhas, com um túnel de passageiros por debaixo do túnel de carros e da Washington Luís, que termina no saguão inferior do aeroporto. Tanto a linha quanto a estação estão em obras, com previsão de inauguração para 2026.

### Ônibus

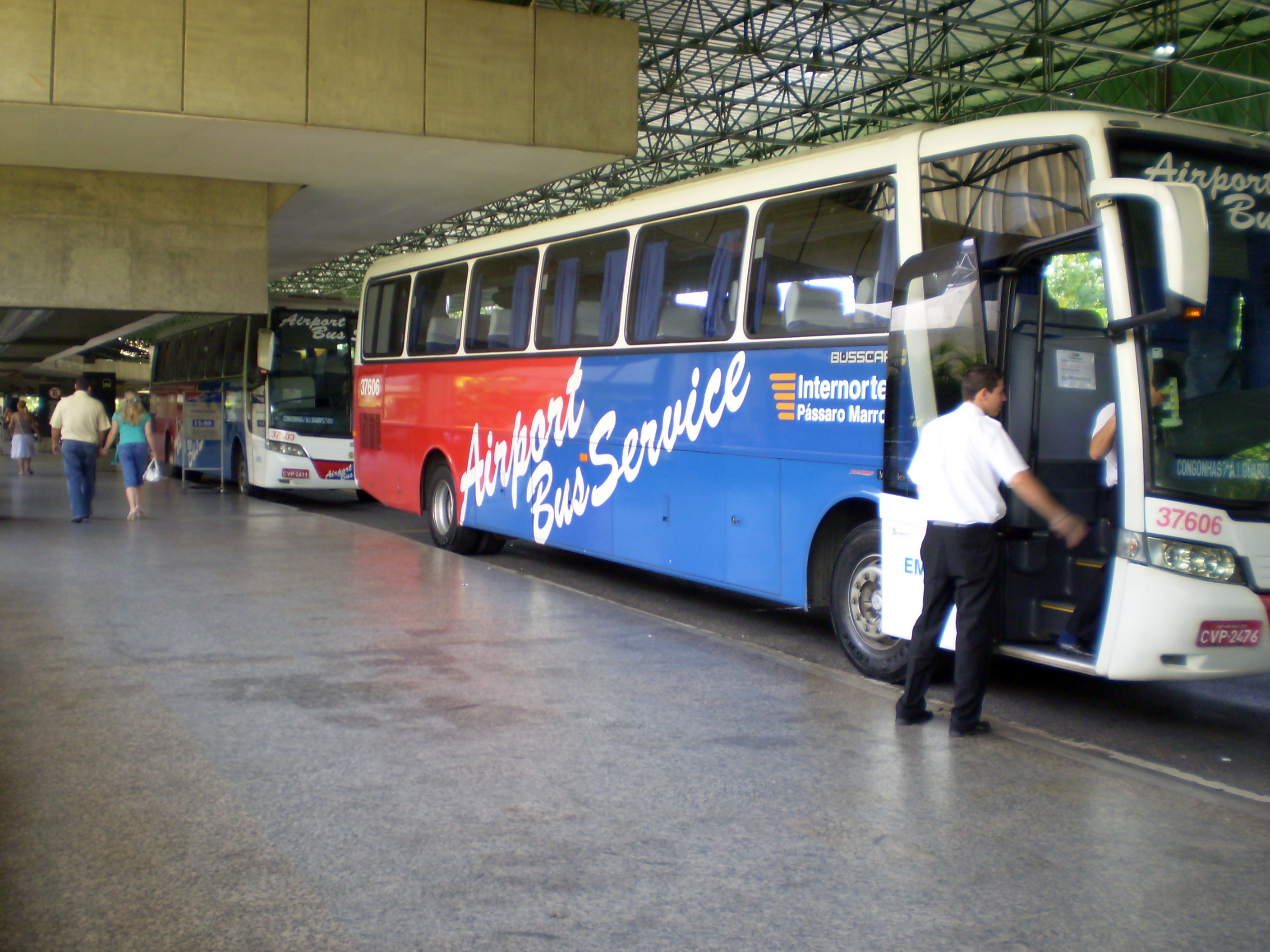
Ônibus do serviço Airport Bus Service operado pelo Consórcio Internorte.

O serviço de linhas Airport Bus Service administrado pela Empresa Metropolitana de Transportes Urbanos de São Paulo (EMTU) do estado de São Paulo é operado pelo Consórcio Internorte e oferece transporte por ônibus de classe executiva entre o Aeroporto de Congonhas e o Aeroporto Internacional de São Paulo-Guarulhos. A SPTrans oferece uma ligação do aeroporto até o Terminal João Dias, passando por algumas avenidas de São Paulo, além de disponibilizar uma linha entre o aeroporto e a Estação São Judas, da Linha 1-Azul do Metrô. A companhia aérea LATAM também oferece uma ligação entre os dois aeroportos, saindo do subsolo de Congonhas e indo até o Terminal 2 de Cumbica. Para o embarque, é necessário apresentar o recibo de compra da passagem impresso ou no celular e um documento de identidade.

## Estatísticas
Composição das operações no Aeroporto de Congonhas, em 2015:

### Composição das operações
Existem três tipos de operações aéreas no Aeroporto de Congonhas:
- A Aviação comercial, referente as companhias aéreas que comercializam passagens e mantém voos regulares em linhas aéreas partindo do aeroporto;
- A Aviação geral, referente a voos da aviação executiva, de pequenos aviões de propriedade particular, de helicópteros, voos de treinamento para pilotos iniciantes e outras atividades aéreas que não sejam voos regulares ou aeronaves militares;
- E a Aviação militar, com a utilização de aviões para fins exclusivamente militares, incluindo o uso de outras aeronaves como helicópteros.

Segundo o Centro de Gerenciamento de Navegação Aérea (CGNA), em 2015 decolaram ou aterrissaram em Congonhas 221 534 aeronaves, sendo 78% da aviação comercial, 21% da aviação geral e 1% da aviação militar.

### Maiores rotas
Maiores rotas de Congonhas em 2014:
O Aeroporto de Congonhas atende cinco das vinte rotas mais movimentadas do País, conforme dados do anuário estatístico 2014 da ANAC. Essas cinco rotas ligam Congonhas a cinco grandes metrópoles da região centro-sul do Brasil, correspondendo a 58% de todo o movimento do aeroporto.
| Maiores rotas de Congonhas em 2014 em número de passageiros (dados mais recentes) |                                            |                        |      |
| Rank                                                                              | Origem/Destino                             | Embarques+Desembarques | %    |
| 1                                                                                 | Rio de Janeiro (S. Dumont), Rio de Janeiro | 4 000 844              | 22%  |
| 2                                                                                 | Brasília, Distrito Federal                 | 2 157 577              | 12%  |
| 3                                                                                 | Porto Alegre, Rio Grande do Sul            | 1 540 050              | 8%   |
| 4                                                                                 | Belo Horizonte (Confins), Minas Gerais     | 1 516 447              | 8%   |
| 5                                                                                 | Curitiba, Paraná                           | 1 354 519              | 8%   |
|                                                                                   | Demais rotas de Congonhas                  | 7 564 634              | 42%  |
|                                                                                   | Total em 2014                              | 18 134 071             | 100% |

### Movimento operacional
| Histórico - Movimento Operacional                                           |             |      |           |      |
| Ano                                                                         | Passageiros |      | Aeronaves |      |
| 2015                                                                        | 19 279 644  | 6%   | 213 833   | 4%   |
| 2014                                                                        | 18 134 071  | 7%   | 205 410   | -2%  |
| 2013                                                                        | 17 025 603  | 1%   | 209 555   | -2%  |
| 2012                                                                        | 16 775 785  | 0,1% | 213 419   | 2%   |
| 2011                                                                        | 16 753 567  | 8%   | 209 280   | 2%   |
| 2010                                                                        | 15 481 370  | 13%  | 204 943   | 6%   |
| 2009                                                                        | 13 699 657  | 0,2% | 193 308   | 4%   |
| 2008                                                                        | 13 672 301  | -10% | 186 694   | -9%  |
| 2007                                                                        | 15 265 433  | -17% | 205 564   | -11% |
| 2006                                                                        | 18 459 191  | 8%   | 230 995   | 1%   |
| 2005                                                                        | 17 147 628  | 26%  | 228 110   | 5%   |
| 2004                                                                        | 13 611 227  | 13%  | 217 872   | -1%  |
| 2003                                                                        | 12 069 575  |      | 220 887   |      |
| Nota: A Infraero não inclui na estatística as operações da Aviação Militar. |             |      |           |      |

Ver a consulta original do Wikidata.
Movimento anual de aeronaves(em milhares)